# Chryse (Tochter des Pallas)
Chryse (altgriechisch Χρύση Chrýsē, deutsch ‚die Goldene‘) ist eine Person der griechischen Mythologie.
Sie ist die Tochter des Pallas und die erste Gattin des Dardanos. Gemeinsam haben sie die beiden Söhne Idaios und Deimas. In die Ehe mit Dardanos bringt sie als Mitgift Athenes die Palladia der großen Götter mit ein und verehrte diese, wie sie es gelernt hatte. Dardanos verbreitet die Verehrung über Samothraki, ohne die Menschen mit den Namen der Götter vertraut zu machen.